# Acacia xanthina
Acacia xanthina é uma espécie de leguminosa do gênero Acacia, pertencente à família Fabaceae.